# Chiemczik
Chiemczik (także Chemczik; ros.: Хемчик, dawniej ros.: Кемчик, Kiemczik) – rzeka w republice Tuwy, lewy dopływ Jeniseju.

## Opis
Rzeka ma źródło na wschodnim zboczu grzbietu Kozier, leżącej w paśmie Gór Szapszalskich, na granicy republiki Ałtaju. Rozlewa się na terytorium republiki Tuwy, przepływając między Sajanem Zachodnim, a pasmem Tannu-Oła. Nie jest żeglowna, a w górnym biegu znajduje się wiele wodospadów i bystrzyn. Chiemczik jest zamarznięty od listopada do przełomu marca i kwietnia. Główne miasto leżące nad rzeką to Ak-Dowurak.

## Mapy topograficzne
1. Arkusz M-1945-XII Kara-Choł. [dostęp 2010-10-27]. (ros.).
2. Arkusz M-1946-VII Ak-Dowurak. [dostęp 2010-10-27]. (ros.).
3. Arkusz M-46-VIII Czadan. [dostęp 2010-10-27]. (ros.).
4. Arkusz M-1946-II Sut-Choł. [dostęp 2010-10-27]. (ros.).
5. Arkusz M-1946-III Szagonar. [dostęp 2010-10-27]. (ros.).